# Zwartkopzeebrasem
De zwartkopzeebrasem (Diplodus vulgaris) is een  straalvinnige vissensoort uit de familie van zeebrasems (Sparidae). De wetenschappelijke naam van de soort is voor het eerst geldig gepubliceerd in 1817 door Geoffroy Saint-Hilaire.